# هیوندای مارچیا
هیوندای مارچیا (Hyundai Marcia) خودرویی است که در سال‌های ۱۹۹۵ تا ۱۹۹۸ توسط شرکت هیوندای موتور در کره جنوبی تولید شده‌است.
این خودرو در کلاس خودرو سایز متوسط قرار گرفته، طراحی آن خودروهای موتور جلو-محور جلو بوده طول آن در حالت طبیعی ۴٬۷۷۰ میلیمتر (۱۸۷٫۸ اینچ)، عرض آن در حالت طبیعی ۱٬۷۷۰ میلیمتر (۶۹٫۷ اینچ) و ارتفاع آن در حالت طبیعی ۱٬۴۰۵ میلیمتر (۵۵٫۳ اینچ) است.